# Mrtvý vrch
Mrtvý vrch är ett berg i Tjeckien. Det ligger i den norra delen av landet, 110 km nordost om huvudstaden Prag. Toppen på Mrtvý vrch är 1 059 meter över havet. Mrtvý vrch ingår i Zlaté návrší.
Terrängen runt Mrtvý vrch är huvudsakligen kuperad, men österut är den bergig. Runt Mrtvý vrch är det ganska tätbefolkat, med 90 invånare per kvadratkilometer. Närmaste större samhälle är Rokytnice nad Jizerou, 8,5 km söder om Mrtvý vrch. I omgivningarna runt Mrtvý vrch växer i huvudsak blandskog.